# 오야마자키정
오야마자키정(일본어: 大山崎町)은 일본 교토부 오토쿠니군의 정이다.
오사카부 미시마군 시마모토정과 접한다. 교토부에서 가장 면적이 작은 정이다. 옛 야마시로국의 오토쿠니군에 속했다.
구릉지가 평야에 가까이 있고 그 기슭에 가쓰라가와강과 우지강, 기즈강의 합류점이 위치하기 때문에 예로부터 교통의 요지였다. 아케치 미쓰히데를 도요토미 히데요시가 해치운 야마자키 전투는 오야마자키정 덴노산에서 벌어졌다.
오사카부의 시마모토정 야마자키에서 교토부의 오야마자키정에 걸친 야마자키의 땅은 좋은 물로 알려져 있다. 죽순의 산지로 유명하고 가지, 나물의 산지이기도 하다.

## 역사
- 1889년 - 오야마자키촌이 성립하였다.
- 1967년 - 정으로 승격하여 오야마자키정이 되었다.

## 교통

### 철도
- 한큐 전철
  - 교토 본선
    - (← 시마모토정 미나세역) - 오야마자키역 - (나가오카쿄시 니시야마텐노잔역 →)

- 서일본 여객철도
  - 도카이도 본선(JR 교토선)
    - (← 시마모토정 시마모토역) - 야마자키역 - (나가오카쿄시 나가오카쿄역 →)

### 도로
- 메이신 고속도로
- 국도 제171호선 (일본)(일본어판)
- 국도 제478호선 (일본)(일본어판)